# أوكايمدن

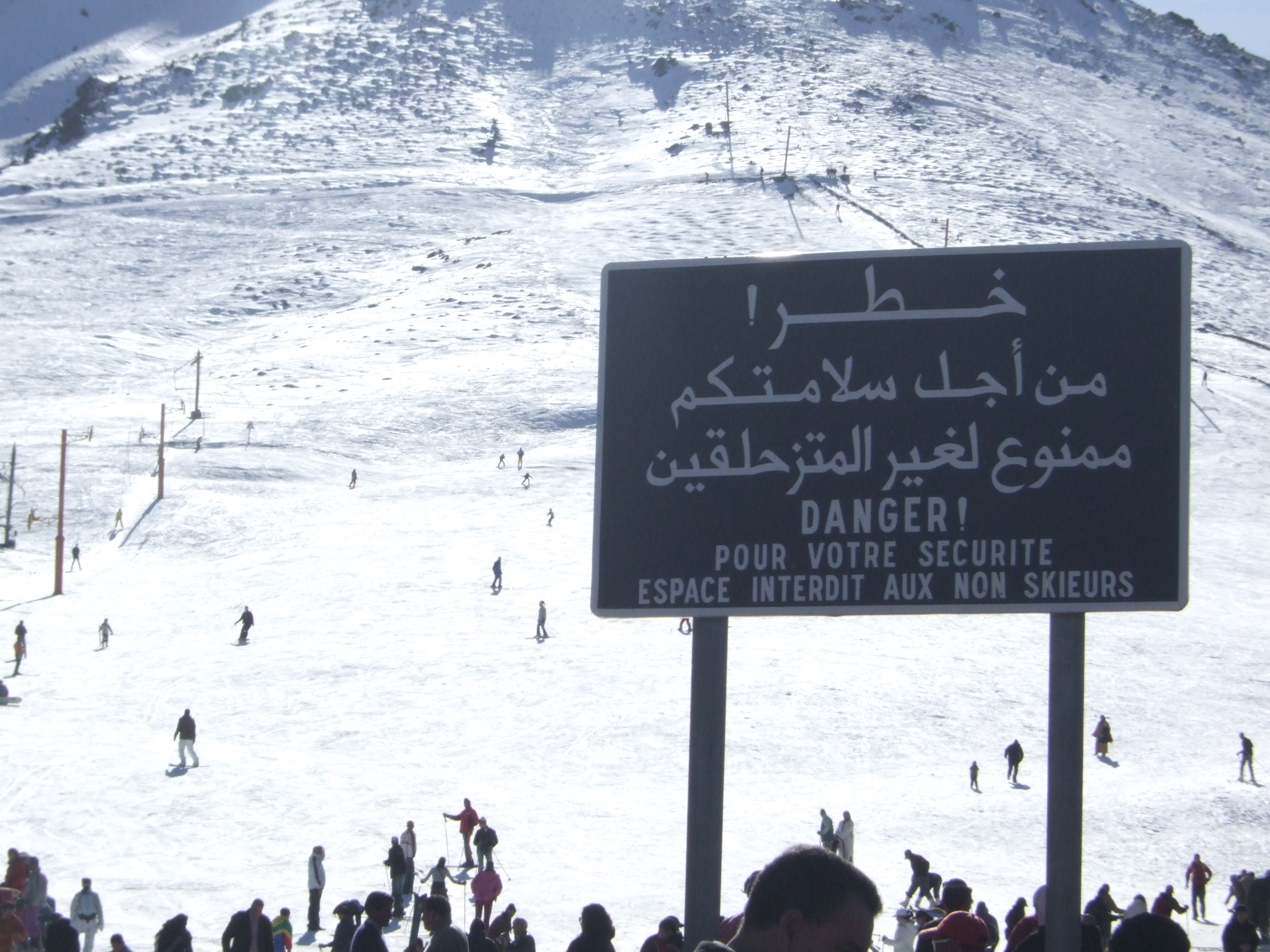
مَزْلَجُ أوكايمدن

أوكايمدن مُنْتَجَعُ تَزَلُّجِ يقع في جبال الأطلس ويُعد هو الأولُ من نوعه والأشهرُ في المغرب.

## الموقع
يقعُ منتجع تزلج أوكايمدن في جماعةِ أُوكَايَمْدَنَ في جبال الأطلس بالقرب من جبل توبقال على بعد 74 كيلومتر عن مراكش وعلى مسافة كيلومترات قليلة من منتجع أوريكا الصيفي في مدينة مراكش، ويبلغ ارتفاع هذا الجبل 3200 متر. قمته مغطاة بشكل شبه دائم بالثلوج (الثلج وفير بكثرة من بداية شهر نوفمبر إلى أواخر أبريل). تقع منطقة التزلج في المنتج على ارتفاع يتراوح بين 2600 متر (8500 قدم) و3200 متر (10500 قدم)

## النشاط السياحي
تُعتبر منطقة أوكايمدن قبلة سياحية لممارسي الرياضات الشتوية، وبالأخص رياضة التزلج على الجليد، والذين يتوافدون إلى المنطقة خلال شهري يناير وفبراير على وجه التحديد، كما تستقطب المنطقة أيضًا أعداد كبيرة من محبي التنزه والصيد واستكشاف النقوش الصخرية التي تكونت قبل ما يصل إلى 2100 عام قبل الميلاد. تحتوي منطقة أوكايمدن على أعلى تيليسييج (عربات معلقة بسلك واحد) في إفريقيا والذي يصل ارتفاعها إلى 3200 متر، وتحتوي كذلك على ستة مصاعد للتزلج يُمكنها أن تستوعب ما يصل إلى 4000 شخص في الساعة الواحدة، كما يضم المنتجع أيضًا عددا من الفنادق والمطاعم الجبلية ومرافق لتأجير معدات التزلج بالقرب من منطقة التزلج.

## التضاريس

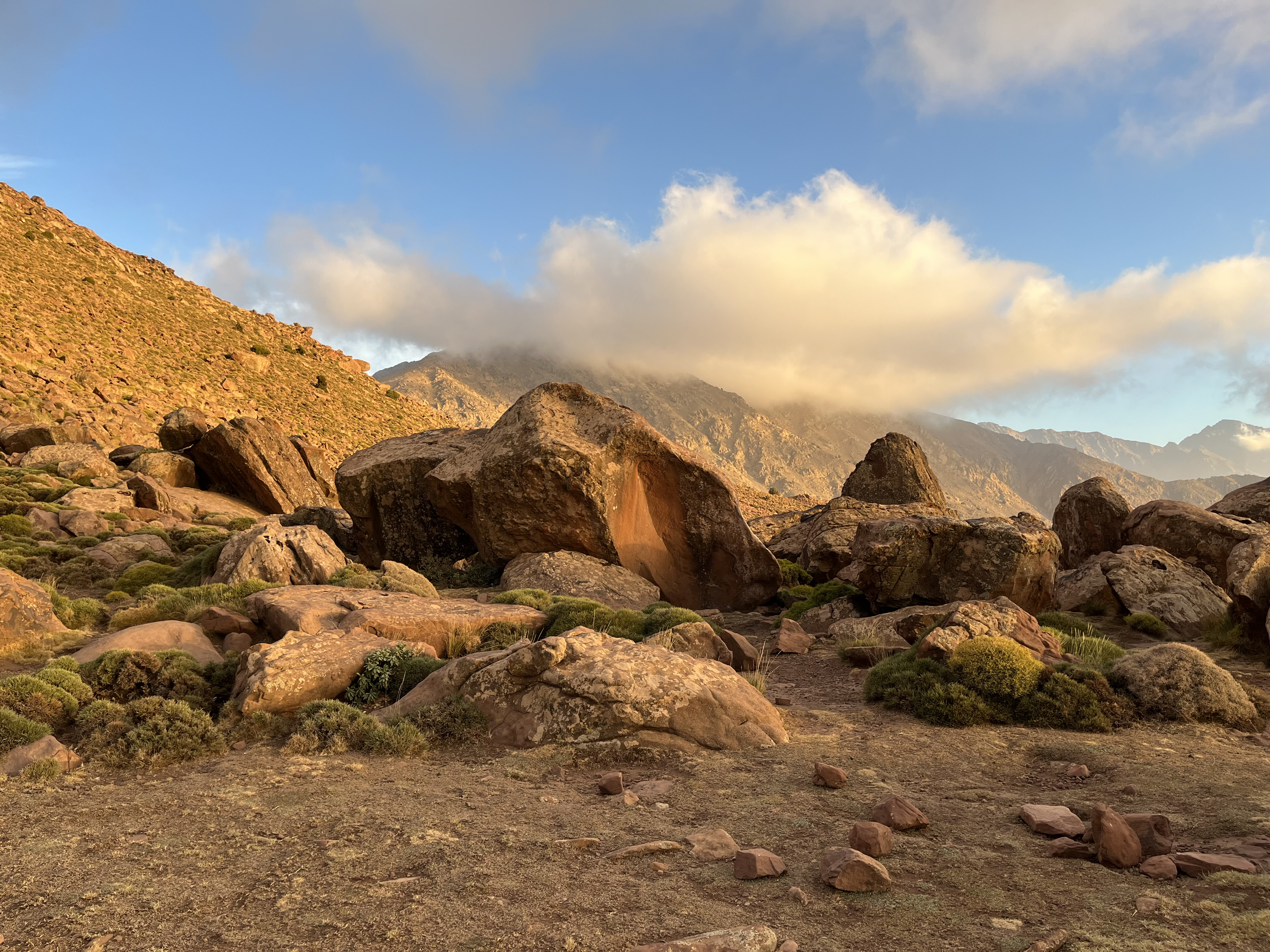
منتجع أوكايمدن للتزلج

تضم منطقة أوكايمدن الجبلية آلاف الصخور، والتي يزيد عدد الصخور الموثقة منها عن 1000 صخرة. اشتهرت أوكايمدن كوجهة سياحية صخرية منذ سبعينيات القرن العشرين، ولكنها لم تحظى باهتمام متسلقي الجبال الدوليين سوى في أوائل عام 2010. في السنوات الأولى لبدء نشاط تسلق الصخور في أوكايمدن، قام مجموعة من المتسلقين المحليين معظمهم من نادي جبال الألب الفرنسي بزيارة المنطقة، واستطاعوا تسلق بعض الصخور الأولى في المنطقة، ورسموا حولها الدوائر. كانت الدوائر المرسومة حول الصخور شبيهة بتلك الدوائر التي استخدمت في منطقة الصخور المعروفة والراسخة في فونتينبلو في فرنسا، غير أن معظم هذه الدوائر قد اختفت الآن. لا زال بإمكاننا حتى الآن العثور على القليل من الطلاء حول بعض الصخور حيث رسمت الدوائر، ولا يزال الرقم الفعلي الذي رسمه المتسلقون مرئيًا في بعض الحالات. في عام 2013، بدأت جمعية إيميكسيميك في توثيق الصخور الموجودة في منطقة أوكايمدن، ونشرت على شبكة الإنترنت دليلاً إرشاديًا يحتوي على ما يقرب من 1000 صخرة، ومن المتوقع توثيق المزيد من الصخور مع مزيد من الصعود. وضعت جمعية إيميكسيميك مدينة أوكايمدن على الخريطة من خلال تنظيم رحلات لتسلق الصخور في الموقع، كما أدرجت هيئة المسح الجيولوجي الأمريكية منطقة أوكايمدن على صفحة الويب الخاصة بالمعالم المميزة كموقع يقع على بعد 54 كم غربًا غربًا من زلزال مراكش-آسفي الذي وقع في عام 2023.

## المناخ
يغلب على مناخ أوكايمدن مناخ البحر الأبيض المتوسط الدافئ صيفًا مع صيف قصير ولكن دافئ وشتاء طويل بارد مع تساقط كميات كبيرة من الثلوج، حيث تستمر فترة وجود الثلوج في منطقة أوكايمدن لأكثر من 120 يوم فتمتد عادة بدءًا من منتصف شهر ديسمبر وحتى منتصف شهر أبريل.
| البيانات المناخية لـOukaïmeden, Morocco (1982–1994)  | البيانات المناخية لـOukaïmeden, Morocco (1982–1994) | البيانات المناخية لـOukaïmeden, Morocco (1982–1994) | البيانات المناخية لـOukaïmeden, Morocco (1982–1994) | البيانات المناخية لـOukaïmeden, Morocco (1982–1994) | البيانات المناخية لـOukaïmeden, Morocco (1982–1994) | البيانات المناخية لـOukaïmeden, Morocco (1982–1994) | البيانات المناخية لـOukaïmeden, Morocco (1982–1994) | البيانات المناخية لـOukaïmeden, Morocco (1982–1994) | البيانات المناخية لـOukaïmeden, Morocco (1982–1994) | البيانات المناخية لـOukaïmeden, Morocco (1982–1994) | البيانات المناخية لـOukaïmeden, Morocco (1982–1994) | البيانات المناخية لـOukaïmeden, Morocco (1982–1994) | البيانات المناخية لـOukaïmeden, Morocco (1982–1994) |
| الشهر                                                | يناير                                               | فبراير                                              | مارس                                                | أبريل                                               | مايو                                                | يونيو                                               | يوليو                                               | أغسطس                                               | سبتمبر                                              | أكتوبر                                              | نوفمبر                                              | ديسمبر                                              | المعدل السنوي                                       |
| ---------------------------------------------------- | --------------------------------------------------- | --------------------------------------------------- | --------------------------------------------------- | --------------------------------------------------- | --------------------------------------------------- | --------------------------------------------------- | --------------------------------------------------- | --------------------------------------------------- | --------------------------------------------------- | --------------------------------------------------- | --------------------------------------------------- | --------------------------------------------------- | --------------------------------------------------- |
| متوسط درجة الحرارة الكبرى °م (°ف)                    | 5.5 (41.9)                                          | 5.9 (42.6)                                          | 8.0 (46.4)                                          | 9.7 (49.5)                                          | 12.7 (54.9)                                         | 17.4 (63.3)                                         | 22.2 (72.0)                                         | 21.9 (71.4)                                         | 19.5 (67.1)                                         | 12.9 (55.2)                                         | 9.0 (48.2)                                          | 7.4 (45.3)                                          | 12.7 (54.9)                                         |
| المتوسط اليومي °م (°ف)                               | 1.0 (33.8)                                          | 1.8 (35.2)                                          | 3.7 (38.7)                                          | 5.2 (41.4)                                          | 8.4 (47.1)                                          | 12.8 (55.0)                                         | 17.6 (63.7)                                         | 17.5 (63.5)                                         | 15.0 (59.0)                                         | 8.7 (47.7)                                          | 4.7 (40.5)                                          | 3.4 (38.1)                                          | 8.3 (46.9)                                          |
| متوسط درجة الحرارة الصغرى °م (°ف)                    | −3.3 (26.1)                                         | −2.2 (28.0)                                         | −0.2 (31.6)                                         | 1.4 (34.5)                                          | 4.0 (39.2)                                          | 8.2 (46.8)                                          | 12.9 (55.2)                                         | 13.1 (55.6)                                         | 10.3 (50.5)                                         | 4.4 (39.9)                                          | 0.4 (32.7)                                          | −1.0 (30.2)                                         | 4.0 (39.2)                                          |
| الهطول مم (إنش)                                      | 55.4 (2.18)                                         | 78.4 (3.09)                                         | 75.8 (2.98)                                         | 56.9 (2.24)                                         | 47.1 (1.85)                                         | 23.0 (0.91)                                         | 26.9 (1.06)                                         | 18.7 (0.74)                                         | 25.7 (1.01)                                         | 39.2 (1.54)                                         | 50.0 (1.97)                                         | 39.2 (1.54)                                         | 536.3 (21.11)                                       |
| متوسط الأيام الممطرة                                 | 0.0                                                 | 2.1                                                 | 2.9                                                 | 5.3                                                 | 7.5                                                 | 5.0                                                 | 8.5                                                 | 10.5                                                | 6.0                                                 | 3.1                                                 | 2.0                                                 | 1.0                                                 | 53.9                                                |
| متوسط الأيام المثلجة                                 | 9.0                                                 | 10.0                                                | 10.0                                                | 3.8                                                 | 2.0                                                 | 1.0                                                 | 0.0                                                 | 0.0                                                 | 0.0                                                 | 1.2                                                 | 6.0                                                 | 4.5                                                 | 47.5                                                |
| متوسط الرطوبة النسبية (%)                            | 56                                                  | 61                                                  | 62                                                  | 61                                                  | 63                                                  | 59                                                  | 51                                                  | 53                                                  | 53                                                  | 61                                                  | 61                                                  | 51                                                  | 58                                                  |
| المصدر: L'Association Internationale de Climatologie |                                                     |                                                     |                                                     |                                                     |                                                     |                                                     |                                                     |                                                     |                                                     |                                                     |                                                     |                                                     |                                                     |